# Higashikanbara, Niigata
Higashikanbara (東蒲原郡 Higashikanbara-gun) là huyện thuộc tỉnh Niigata, Nhật Bản. Tính đến ngày 1 tháng 10 năm 2020, dân số ước tính của huyện là 9.965 người và mật độ dân số là 10 người/km2. Tổng diện tích của huyện là 952,9 km2.